# Tamaki
Tamaki (jap. 玉城町 Tamaki-chō) – miasto w Japonii, na wyspie Honsiu, w prefekturze Mie. Według danych na rok 2020 miejscowość zamieszkiwało 15 041 mieszkańców , a gęstość zaludnienia wyniosła 367,7 os./km².